# Synasellus mateusi
Synasellus mateusi là một loài chân đều trong họ Asellidae. Loài này được Braga miêu tả khoa học năm 1954.